# Georg Egger
Georg Egger (ur. 22 marca 1995) – niemiecki kolarz górski, brązowy medalista mistrzostw świata.

## Kariera
Największy sukces w karierze Georg Egger osiągnął w 2013 roku, kiedy wspólnie z Markusem Schulte-Lünzumem, Hanną Klein i Manuelem Fumicem zdobył brązowy medal w sztafecie cross-country podczas mistrzostw świata w Pietermaritzburgu. Na tych samych mistrzostwach zajął siódme miejsce w kategorii juniorów. W 2013 roku był także szósty w kategorii juniorów na mistrzostwach Europy w Bernie. Nie brał udziału w igrzyskach olimpijskich. 